# مارلا لوکرت
مارلا لوکرت (انگلیسی: Marla Luckert؛ زادهٔ ۲۰ ژوئیهٔ ۱۹۵۵) قاضی اهل ایالات متحده آمریکا است. او قاضی ارشد دیوان عالی کانزاس است که فرماندار وقت این ایالت بیل گریوز در ۲۰ نوامبر ۲۰۰۲ وی را منصوب کرد، و او در تاریخ ۱۳ ژانویه ۲۰۰۳ سوگند یاد کرد.